# Орлянка (Смоленская область)
Орлянка — деревня  в  Смоленской области России,  в Вяземском районе. Население —  5 жителей (2007). Расположена в восточной части области  в 14 км к северо-западу от районного центра, в 2,5 км южнее автодороги  Вязьма — Холм-Жирковский. Входит в состав Масловского сельского поселения.

## История
В октябре 1941 года в районе деревни шли ожесточённые бои (см. Московская битва). Здесь войска 24-й армии Резервного фронта пытались вырваться из окружения (так называемого «Вяземского котла»).

## Достопримечательности
- Святой источник на правом берегу реки Бебря.
- На месте ожесточённых боёв с гитлеровцами установлен крест высотой 2,5 м.[2]